# Mistrovství světa v ledním hokeji 2014 (Divize I)
Mistrovství světa v ledním hokeji 2014 (Divize I) se hrálo od 20. do 26. dubna 2014. Skupina A proběhla v jihokorejském Kojangu a skupina B ve litevském Kaunas. Obě skupiny nebyly rovnocenné a postupovalo a sestupovalo se mezi nimi.

## Skupina A

### Účastníci
| Tým         | Kvalifikace                                                  |
| ----------- | ------------------------------------------------------------ |
| Rakousko    | 15. místo na Mistrovství světa v ledním hokeji 2013 a sestup |
| Slovinsko   | 16. místo na Mistrovství světa v ledním hokeji 2013 a sestup |
| Maďarsko    | 3. místo v Divizi I 2013 - Skupina A                         |
| Japonsko    | 4. místo v Divizi I 2013 - Skupina A                         |
| Jižní Korea | Pořadatel, 5. místo v Divizi I 2013 - Skupina A              |
| Ukrajina    | 1. místo v Divizi I 2013 - Skupina B a postup                |

### Tabulka
|  | Dva týmy postupující na Mistrovství světa v ledním hokeji 2015 (do elitní skupiny) |
|  | Jeden tým sestupující do skupiny B                                                 |

| Poř | Tým         | Z | V | VP | PP | P | GV | GI | +/- | B  |
| --- | ----------- | - | - | -- | -- | - | -- | -- | --- | -- |
| 1.  | Slovinsko   | 5 | 4 | 0  | 0  | 1 | 15 | 6  | +9  | 12 |
| 2.  | Rakousko    | 5 | 2 | 2  | 0  | 1 | 20 | 14 | +6  | 10 |
| 3.  | Japonsko    | 5 | 3 | 0  | 1  | 1 | 14 | 14 | 0   | 10 |
| 4.  | Ukrajina    | 5 | 2 | 0  | 1  | 2 | 18 | 13 | +5  | 7  |
| 5.  | Maďarsko    | 5 | 1 | 1  | 1  | 2 | 16 | 18 | –2  | 6  |
| 6.  | Jižní Korea | 5 | 0 | 0  | 0  | 5 | 12 | 30 | –18 | 0  |

#### Zápasy
| 20. dubna 2014 12:30 | Ukrajina | 2–3 P (1–2, 1–0, 0–0 ; 0-1) | Rakousko | Kojang Ice Rink, Kojang Návštěvnost: 2 371 |  |

| Zpráva                                                                                        |                                                                                               |                     | |                                                                        |
| Serhij Gajdučenko                                                                             | Serhij Gajdučenko                                                                             | Brankáři            | Bernhard Starkbaum                                                                                          | Rozhodčí: Ján Hribik Andreas Koch Čároví: Kensuke Kanazawa Tomáš Pešek |
| R. Blahyj (A. Michnov, J. Beluchin) – 10:04 O. Materuchin (O. Tymčenko, O. Šafarenko) – 32:48 | R. Blahyj (A. Michnov, J. Beluchin) – 10:04 O. Materuchin (O. Tymčenko, O. Šafarenko) – 32:48 | 0–1 1–1 1–2 2–2 2–3 | 09:48 – D. Heinrich (T. Koch) (PP) 12:29 – D. Heinrich (B. Lebler, M. Schumnig) (PP) 61:34 – B. Lebler (PP) | Rozhodčí: Ján Hribik Andreas Koch Čároví: Kensuke Kanazawa Tomáš Pešek |
| 18 min                                                                                        | 18 min                                                                                        | Tresty              | 8 min | Rozhodčí: Ján Hribik Andreas Koch Čároví: Kensuke Kanazawa Tomáš Pešek |
| 24                                                                                            | 24                                                                                            | Střely              | 25 | Rozhodčí: Ján Hribik Andreas Koch Čároví: Kensuke Kanazawa Tomáš Pešek |

| 20. dubna 2014 16:00 | Japonsko | 2–1 (0–0, 0–1, 2–0) | Slovinsko | Kojang Ice Rink, Kojang Návštěvnost: 2 333 |  |

| Zpráva                                                                            |                                                                                   |             |                               |                                                                             |
| Jutaka Fukufudži                                                                  | Jutaka Fukufudži                                                                  | Brankáři    | Andrej Hočevar                | Rozhodčí: Alexei Anisimov Jari Leppäalho Čároví: Markku Buese Judson Ritter |
| D. Obara (S. Takahasi) – 44:47 D. Akimoto (S. Takahasi, M. Nišiwaki) (PP) – 53:13 | D. Obara (S. Takahasi) – 44:47 D. Akimoto (S. Takahasi, M. Nišiwaki) (PP) – 53:13 | 0–1 1–1 2–1 | 38:51 – Ž. Pavlin (J. Muršak) | Rozhodčí: Alexei Anisimov Jari Leppäalho Čároví: Markku Buese Judson Ritter |
| 12 min                                                                            | 12 min                                                                            | Tresty      | 10 min                        | Rozhodčí: Alexei Anisimov Jari Leppäalho Čároví: Markku Buese Judson Ritter |
| 15                                                                                | 15                                                                                | Střely      | 17                            | Rozhodčí: Alexei Anisimov Jari Leppäalho Čároví: Markku Buese Judson Ritter |

| 20. dubna 2014 19:30 | Jižní Korea | 4–7 (0–2, 1–3, 3–2) | Maďarsko | Kojang Ice Rink, Kojang Návštěvnost: 2 775 |  |

| Zpráva | |                                             | |                                                                                    |
| Son Ho-song | Son Ho-song | Brankáři                                    | Zoltán Hetényi | Rozhodčí: Robert Mullner Jean-Philippe Sylvain Čároví: Johannes Kack Roman Kaderli |
| B. Radunske (Kim S-w., I D-k.) (PP) – 35:16 B. Radunske (Kim K-s.) – 42:52 Šin S-h. (I J-d., Kim W-j.) – 47:03 I D-k. (Čo M-h.) (PP) – 56:01 | B. Radunske (Kim S-w., I D-k.) (PP) – 35:16 B. Radunske (Kim K-s.) – 42:52 Šin S-h. (I J-d., Kim W-j.) – 47:03 I D-k. (Čo M-h.) (PP) – 56:01 | 0–1 0–2 0–3 0–4 1–4 1–5 1–6 2–6 3–6 4–6 4–7 | 14:18 – I. Bartalis (J. Hari) (PP) 17:43 – A. Benk (B. Sebők) 27:12 – Z. Azari (D. Koger, V. Tokaji) (PP) 34:27 – I. Sofron (J. Hari, M. Vas) (PP) 37:49 – C. Kovacs (J. Vas, J. Hari) 40:46 – I. Bartalis (T. Gröschl) 58:57 – I. Bartalis (J. Vas) (SH, ENG) | Rozhodčí: Robert Mullner Jean-Philippe Sylvain Čároví: Johannes Kack Roman Kaderli |
| 37 min | 37 min | Tresty                                      | 14 min | Rozhodčí: Robert Mullner Jean-Philippe Sylvain Čároví: Johannes Kack Roman Kaderli |
| 28 | 28 | Střely                                      | 34 | Rozhodčí: Robert Mullner Jean-Philippe Sylvain Čároví: Johannes Kack Roman Kaderli |

| 21. dubna 2014 12:30 | Rakousko | 4–1 (0–1, 1–0, 3–0) | Japonsko | Kojang Ice Rink, Kojang Návštěvnost: 1 616 |  |

| Zpráva | |                     |                                |                                                                            |
| Bernhard Starkbaum | Bernhard Starkbaum | Brankáři            | Jutaka Fukufudži               | Rozhodčí: Andreas Koch Jari Leppäalho Čároví: Chae-Young-Jin Roman Kaderli |
| S. Geier – 25:09 T. Hundertpfund (T. Koch, B. Lebler) – 44:13 Mario Altmann (K. Komarek, D. Oberkofler (PP) – 47:37 B. Lebler (T. Hundertpfund, T. Koch) (ENG) – 58:54 | S. Geier – 25:09 T. Hundertpfund (T. Koch, B. Lebler) – 44:13 Mario Altmann (K. Komarek, D. Oberkofler (PP) – 47:37 B. Lebler (T. Hundertpfund, T. Koch) (ENG) – 58:54 | 0–1 1–1 2–1 3–1 4–1 | 05:29 – T. Yamašita (T. Saito) | Rozhodčí: Andreas Koch Jari Leppäalho Čároví: Chae-Young-Jin Roman Kaderli |
| 8 min | 8 min | Tresty              | 28 min                         | Rozhodčí: Andreas Koch Jari Leppäalho Čároví: Chae-Young-Jin Roman Kaderli |
| 39 | 39 | Střely              | 22                             | Rozhodčí: Andreas Koch Jari Leppäalho Čároví: Chae-Young-Jin Roman Kaderli |

| 21. dubna 2014 16:00 | Maďarsko | 0–3 (0–1, 0–2, 0–0) | Ukrajina | Kojang Ice Rink, Kojang Návštěvnost: 1,712 |  |

| Zpráva         |                |             | |                                                                      |
| Zoltán Hetényi | Zoltán Hetényi | Brankáři    | Serhij Gajdučenko | Rozhodčí: Marcus Brill Ján Hribik Čároví: Markku Buese Judson Ritter |
|                |                | 0–1 0–2 0–3 | 04:57 – J. Beluchin (A. Michnov, R. Blahyj) (PP) 29:49 – O. Šafarenko (O. Tymčenko, D. Petruchno) (PP2) 30:52 – O. Tymčenko (D. Petruchno, O. Materuchin) (PP) | Rozhodčí: Marcus Brill Ján Hribik Čároví: Markku Buese Judson Ritter |
| 20 min         | 20 min         | Tresty      | 8 min | Rozhodčí: Marcus Brill Ján Hribik Čároví: Markku Buese Judson Ritter |
| 15             | 15             | Střely      | 40 | Rozhodčí: Marcus Brill Ján Hribik Čároví: Markku Buese Judson Ritter |

| 21. dubna 2014 19:30 | Slovinsko | 4–0 (0–0, 2–0, 2–0) | Jižní Korea | Kojang Ice Rink, Kojang Návštěvnost: 2,347 |  |

| Zpráva | |                 |             |                                                                                     |
| Luka Gračnar | Luka Gračnar | Brankáři        | Son Ho-song | Rozhodčí: Alexei Anisimov Jean-Philippe Sylvain Čároví: Johannes Käck Roman Kaderli |
| J. Urbas (A. Mušič, M. Robar) (PP) – 25:51 M. Verlič (R. Leber, A. Kuralt) – 26:47 A. Mušič – 40:39 J. Urbas (SH, ENG) – 59:06 | J. Urbas (A. Mušič, M. Robar) (PP) – 25:51 M. Verlič (R. Leber, A. Kuralt) – 26:47 A. Mušič – 40:39 J. Urbas (SH, ENG) – 59:06 | 1–0 2–0 3–0 4–0 |             | Rozhodčí: Alexei Anisimov Jean-Philippe Sylvain Čároví: Johannes Käck Roman Kaderli |
| 26 min | 26 min | Tresty          | 12 min      | Rozhodčí: Alexei Anisimov Jean-Philippe Sylvain Čároví: Johannes Käck Roman Kaderli |
| 33 | 33 | Střely          | 32          | Rozhodčí: Alexei Anisimov Jean-Philippe Sylvain Čároví: Johannes Käck Roman Kaderli |

| 23. dubna 2014 12:30 | Slovinsko | 2–0 (0–0, 2–0, 0–0) | Maďarsko | Kojang Ice Rink, Kojang Návštěvnost: 1 670 |  |

| Zpráva                                                         |                                                                |          |                |                                                                       |
| Luka Gračnar                                                   | Luka Gračnar                                                   | Brankáři | Zoltán Hetényi | Rozhodčí: Ján Hribik Jari Leppäalho Čároví: Roman Kaderli Tomáš Pešek |
| T. Razingar (Ž. Pavlin) – 21:47 A. Kuralt (B. Gregorc) – 25:21 | T. Razingar (Ž. Pavlin) – 21:47 A. Kuralt (B. Gregorc) – 25:21 | 1–0 2–0  |                | Rozhodčí: Ján Hribik Jari Leppäalho Čároví: Roman Kaderli Tomáš Pešek |
| 6 min                                                          | 6 min                                                          | Tresty   | 6 min          | Rozhodčí: Ján Hribik Jari Leppäalho Čároví: Roman Kaderli Tomáš Pešek |
| 25                                                             | 25                                                             | Střely   | 16             | Rozhodčí: Ján Hribik Jari Leppäalho Čároví: Roman Kaderli Tomáš Pešek |

| 23. dubna 2014 16:00 | Ukrajina | 2–3 (1–2, 0–0, 1–1) | Japonsko | Kojang Ice Rink, Kojang Návštěvnost: 1 656 |  |

| Zpráva                                                                           |                                                                                  |                     | |                                                                          |
| Serhij Gajdučenko                                                                | Serhij Gajdučenko                                                                | Brankáři            | Jutaka Fukufudži | Rozhodčí: Andreas Koch Robert Mullner Čároví: Če Jung-džin Johannes Käck |
| O. Materuchin (O. Tymčenko) – 07:19 A. Michnov (O. Šafarenko, R. Blahyj) – 42:54 | O. Materuchin (O. Tymčenko) – 07:19 A. Michnov (O. Šafarenko, R. Blahyj) – 42:54 | 0–1 1–1 1–2 2–2 2–3 | 04:31 – S. Kuji (A. Keller, G. Tanaka) (PP) 13:11 – S. Kuji (R. Hashimoto, T. Kawai) 58:16 – T. Yamashita (D. Akimoto, T. Saito) | Rozhodčí: Andreas Koch Robert Mullner Čároví: Če Jung-džin Johannes Käck |
| 8 min                                                                            | 8 min                                                                            | Tresty              | 20 min | Rozhodčí: Andreas Koch Robert Mullner Čároví: Če Jung-džin Johannes Käck |
| 26                                                                               | 26                                                                               | Střely              | 24 | Rozhodčí: Andreas Koch Robert Mullner Čároví: Če Jung-džin Johannes Käck |

| 23. dubna 2014 19:30 | Rakousko | 7–4 (5–4, 0–0, 2–0) | Jižní Korea | Kojang Ice Rink, Kojang Návštěvnost: 2 647 |  |

| Zpráva | |                                             | |                                                                               |
| Bernhard Starkbaum | Bernhard Starkbaum | Brankáři                                    | Pak Song-dže | Rozhodčí: Alexej Anisimov Marcus Brill Čároví: Kensuke Kanazawa Judson Ritter |
| M. Schiechl (B. Petrik, S. Bacher) – 09:49 T. Hundertpfund (T. Koch, M. Schlacher) – 11:12 B. Lebler (D. Heinrich, T. Koch) (PP) – 12:08 B. Lebler (M. Altmann, M. Schumig) – 14:50 T. Hundertpfund (B. Lebler, T. Koch) – 16:52 K. Komarek (T. Hundertpfund) – 53:31 B. Lebler (T. Koch) (PP) – 57:40 | M. Schiechl (B. Petrik, S. Bacher) – 09:49 T. Hundertpfund (T. Koch, M. Schlacher) – 11:12 B. Lebler (D. Heinrich, T. Koch) (PP) – 12:08 B. Lebler (M. Altmann, M. Schumig) – 14:50 T. Hundertpfund (B. Lebler, T. Koch) – 16:52 K. Komarek (T. Hundertpfund) – 53:31 B. Lebler (T. Koch) (PP) – 57:40 | 0–1 0–2 0–3 1–3 2–3 3–3 4–3 4–4 5–4 6–4 7–4 | 03:45 – Pak W-s. (Kim K-s., M. Swift) (PP2) 07:42 – Čo M-h. (M. Swift, Kim K-s.) 08:13 – Kim K-s. (Kim S-w., B. Radunske) 15:05 – Kim K-s. (B. Radunske, Kim S-w.) | Rozhodčí: Alexej Anisimov Marcus Brill Čároví: Kensuke Kanazawa Judson Ritter |
| 12 min | 12 min | Tresty                                      | 22 min | Rozhodčí: Alexej Anisimov Marcus Brill Čároví: Kensuke Kanazawa Judson Ritter |
| 37 | 37 | Střely                                      | 29 | Rozhodčí: Alexej Anisimov Marcus Brill Čároví: Kensuke Kanazawa Judson Ritter |

| 24. dubna 2014 12.30 | Slovinsko | 5–3 (2–0, 0–2, 3–1) | Ukrajina | Kojang Ice Rink, Kojang Návštěvnost: 1 698 |  |

| Zpráva | |                                 | |                                                                                      |
| Luka Gračnar | Luka Gračnar | Brankáři                        | Serhij Gajdučenko | Rozhodčí: Robert Mullner Jean-Philippe Sylvain Čároví: Če Jung-džin Kensuke Kanazawa |
| M. Štebih (B. Goličič, A. Kuralt) – 12:12 J. Urbas (Ž. Pavlin, M. Rodman) – 18:09 A. Mušič (J. Muršak, Ž. Pance) – 42:43 J. Muršak (A. Mušič, M. Robar) (PP) – 46:30 B. Goličič (A. Kuralt, T. Razingar) – 57:04 | M. Štebih (B. Goličič, A. Kuralt) – 12:12 J. Urbas (Ž. Pavlin, M. Rodman) – 18:09 A. Mušič (J. Muršak, Ž. Pance) – 42:43 J. Muršak (A. Mušič, M. Robar) (PP) – 46:30 B. Goličič (A. Kuralt, T. Razingar) – 57:04 | 1–0 2–0 2–1 2–2 2–3 3–3 4–3 5–3 | 26:57 – A. Michnov (J. Navarenko, J. Beluchin) (PP) 38:57 – D. Petruchno (O. Materuchin) (PP) 42:13 – J. Beluchin (R. Blahyj) (PP) | Rozhodčí: Robert Mullner Jean-Philippe Sylvain Čároví: Če Jung-džin Kensuke Kanazawa |
| 8 min | 8 min | Tresty                          | 16 min | Rozhodčí: Robert Mullner Jean-Philippe Sylvain Čároví: Če Jung-džin Kensuke Kanazawa |
| 38 | 38 | Střely                          | 16 | Rozhodčí: Robert Mullner Jean-Philippe Sylvain Čároví: Če Jung-džin Kensuke Kanazawa |

| 24. dubna 2014 16:00 | Maďarsko | 4–5 P (0–0, 3–3, 1–1 ; 0–1) | Rakousko | Kojang Ice Rink, Kojang Návštěvnost: 1 720 |  |

| Zpráva | |                                     | |                                                                           |
| Zoltán Hetényi | Zoltán Hetényi | Brankáři                            | Bernhard Starkbaum | Rozhodčí: Alexej Anisimov Andreas Koch Čároví: Markku Buese Johannes Käck |
| I. Bartalis (B. Szirányi) (PP) – 27:11 B. Sebők (A. Benk) – 28:27 B. Sebők (Zs. Azari, A. Benk) – 39:59 Cs. Kovács (B. Magosi, T. Pozsgai) – 53:51 | I. Bartalis (B. Szirányi) (PP) – 27:11 B. Sebők (A. Benk) – 28:27 B. Sebők (Zs. Azari, A. Benk) – 39:59 Cs. Kovács (B. Magosi, T. Pozsgai) – 53:51 | 1–0 2–0 2–1 2–2 2–3 3–3 3–4 4–4 4–5 | 31:50 – T. Hundertpfund (T. Koch) 33:32 – D. Heinrich (T. Hundertpfund, T. Koch) 35:51 – D. Heinrich (T. Hundertpfund, T. Koch) (PP) 47:40 – M. Iberer (D. Oberkofler, K. Komarek) 63:45 – B. Lebler (D. Heinrich) (PP) | Rozhodčí: Alexej Anisimov Andreas Koch Čároví: Markku Buese Johannes Käck |
| 4 min | 4 min | Tresty                              | 14 min | Rozhodčí: Alexej Anisimov Andreas Koch Čároví: Markku Buese Johannes Käck |
| 38 | 38 | Střely                              | 26 | Rozhodčí: Alexej Anisimov Andreas Koch Čároví: Markku Buese Johannes Käck |

| 24. dubna 2014 19:30 | Japonsko | 4–2 (3–0, 1–0, 0–2) | Jižní Korea | Kojang Ice Rink, Kojang Návštěvnost: 2 949 |  |

| Zpráva | |                         |                                                                              |                                                                     |
| Jutaka Fukufudži | Jutaka Fukufudži | Brankáři                | Pak Song-dže                                                                 | Rozhodčí: Marcus Brill Ján Hribik Čároví: Roman Kaderli Tomáš Pešek |
| H. Ueno (Š. Janadori) – 01:14 S. Takahasi (T. Yamašita) – 03:09 H. Ueno (T. Jamašita, T. Saito) – 11:08 A. Keller (G. Tanaka, T. Kawai) (PP2) – 39:25 | H. Ueno (Š. Janadori) – 01:14 S. Takahasi (T. Yamašita) – 03:09 H. Ueno (T. Jamašita, T. Saito) – 11:08 A. Keller (G. Tanaka, T. Kawai) (PP2) – 39:25 | 1–0 2–0 3–0 4–0 4–1 4–2 | 41:15 – M. Swift (Kim K-s.) (PP) 43:25 – I D-k. (B. Radunske, Kim K-s.) (PP) | Rozhodčí: Marcus Brill Ján Hribik Čároví: Roman Kaderli Tomáš Pešek |
| 8 min | 8 min | Tresty                  | 12 min                                                                       | Rozhodčí: Marcus Brill Ján Hribik Čároví: Roman Kaderli Tomáš Pešek |
| 26 | 26 | Střely                  | 30                                                                           | Rozhodčí: Marcus Brill Ján Hribik Čároví: Roman Kaderli Tomáš Pešek |

| 26. dubna 2014 12:30 | Maďarsko | 5–4 SN (1–1, 2–2, 1–1 ; 0–0 ; 1–0) | Japonsko | Kojang Ice Rink, Kojang Návštěvnost: 1 878 |  |

| Zpráva | |                                                    | |                                                                                   |
| Zoltán Hetényi | Zoltán Hetényi | Brankáři                                           | Jutaka Fukufudži Juta Narisawa | Rozhodčí: Robert Mullner Jean-Philippe Sylvain Čároví: Če Jung-džin Roman Kaderli |
| I. Sofron (M. Vas, V. Tokaji) – 17:29 I. Bartalis (J. Vas, M. Vas) (PP) – 20:49 I. Sofron (J. Hári, I. Bartalis) – 38:53 M. Vas (J. Vas, J. Hári) (EA) – 58:54 J. Hári M. Vas I. Sofron M. Vas | I. Sofron (M. Vas, V. Tokaji) – 17:29 I. Bartalis (J. Vas, M. Vas) (PP) – 20:49 I. Sofron (J. Hári, I. Bartalis) – 38:53 M. Vas (J. Vas, J. Hári) (EA) – 58:54 J. Hári M. Vas I. Sofron M. Vas | 0–1 1–1 2–1 2–2 2–3 3–3 3–4 4–4 Samostatné nájezdy | 02:58 – T. Saito (T. Jamašita) 26:50 – M. Nišiwaki (S. Takahaši, D. Obara) 30:39 – Š. Kudži (A. Keller, G. Tanaka) 54:30 – H. Ueno (T. Saito) Š. Kudži H. Ueno G. Tanaka D. Obara S. Kuji | Rozhodčí: Robert Mullner Jean-Philippe Sylvain Čároví: Če Jung-džin Roman Kaderli |
| 20 min | 20 min | Tresty                                             | 4 min | Rozhodčí: Robert Mullner Jean-Philippe Sylvain Čároví: Če Jung-džin Roman Kaderli |
| 31 | 31 | Střely                                             | 24 | Rozhodčí: Robert Mullner Jean-Philippe Sylvain Čároví: Če Jung-džin Roman Kaderli |

| 26. dubna 2014 16:00 | Rakousko | 1–3 (0–0, 1–1, 0–2) | Slovinsko | Kojang Ice Rink, Kojang Návštěvnost: 1 923 |  |

| Zpráva                                     |                                            |                 |                                                                                          |                                                                              |
| Bernhard Starkbaum                         | Bernhard Starkbaum                         | Brankáři        | Luka Gračnar                                                                             | Rozhodčí: Alexej Anisimov Jari Leppäalho Čároví: Johannes Käck Judson Ritter |
| B. Petrik (S. Bacher, M. Schiechl) – 35:20 | B. Petrik (S. Bacher, M. Schiechl) – 35:20 | 0–1 1–1 1–2 1–3 | 33:44 – J. Urbas 48:49 – J. Urbas (D. Rodman, M. Podlipnik) 58:28 – M. Štebih (J. Urbas) | Rozhodčí: Alexej Anisimov Jari Leppäalho Čároví: Johannes Käck Judson Ritter |
| 6 min                                      | 6 min                                      | Tresty          | 8 min                                                                                    | Rozhodčí: Alexej Anisimov Jari Leppäalho Čároví: Johannes Käck Judson Ritter |
| 20                                         | 20                                         | Střely          | 22                                                                                       | Rozhodčí: Alexej Anisimov Jari Leppäalho Čároví: Johannes Käck Judson Ritter |

| 24. dubna 2014 19:30 | Jižní Korea | 2–8 (0–2, 0–3, 2–3) | Ukrajina | Kojang Ice Rink, Kojang Návštěvnost: 2 527 |  |

| Zpráva                                                                      |                                                                             |                                         | |                                                                    |
| Pak Song-dže                                                                | Pak Song-dže                                                                | Brankáři                                | Vadym Seliverstov | Rozhodčí: Marcus Brill Ján Hribik Čároví: Markku Buese Tomáš Pešek |
| Kim H-j. (Chang J-i.) – 46:34 B. Radunske (Lee D-k., Kim S-w.) (PP) – 53:54 | Kim H-j. (Chang J-i.) – 46:34 B. Radunske (Lee D-k., Kim S-w.) (PP) – 53:54 | 0–1 0–2 0–3 0–4 0–5 0–6 1–6 1–7 1–8 2–8 | 02:27 – D. Isajenko (R. Blahij, D. Petruchno) (PP) 05:34 – O. Materuchin (O. Šafarenko, O. Tymčenko) 23:01 – R. Blahij (J. Beluchin, P. Padakin) 38:05 – D. Petruchno (R. Blahij, P. Padakin) 38:29 – O. Šafarenko (O. Materuchin, J. Navarenko) 41:27 – O. Materuchin (O. Šafarenko, O. Tymčenko) 49:01 – O. Torjanyk (M. Kvitčenko) 49:21 – R. Blahij (I. Kugut) | Rozhodčí: Marcus Brill Ján Hribik Čároví: Markku Buese Tomáš Pešek |
| 6 min                                                                       | 6 min                                                                       | Tresty                                  | 6 min | Rozhodčí: Marcus Brill Ján Hribik Čároví: Markku Buese Tomáš Pešek |
| 30                                                                          | 30                                                                          | Střely                                  | 37 | Rozhodčí: Marcus Brill Ján Hribik Čároví: Markku Buese Tomáš Pešek |

## Skupina B

### Účastníci
| Tým                | Kvalifikace                                     |
| ------------------ | ----------------------------------------------- |
| Spojené království | 6. místo v Divizi I 2013 - Skupina A a sestup   |
| Polsko             | 2. místo v Divizi I 2013 - Skupina B            |
| Nizozemsko         | 3. místo v Divizi I 2013 - Skupina B            |
| Rumunsko           | 4. místo v Divizi I 2013 - Skupina B            |
| Litva              | Pořadatel, 5. místo v Divizi I 2013 - Skupina B |
| Chorvatsko         | 1. místo v Divizi II 2013 - Skupina A a postup  |

### Tabulka
|  | Jeden tým postupující do skupiny A           |
|  | Jeden tým sestupující do skupiny A divize II |

| Poř | Tým                | Z | V | VP | PP | P | GV | GI | +/- | B  |
| --- | ------------------ | - | - | -- | -- | - | -- | -- | --- | -- |
| 1.  | Polsko             | 5 | 4 | 0  | 0  | 1 | 21 | 8  | +13 | 12 |
| 2.  | Chorvatsko         | 5 | 3 | 1  | 0  | 1 | 16 | 9  | +7  | 11 |
| 3.  | Litva              | 5 | 3 | 0  | 0  | 2 | 15 | 9  | +6  | 9  |
| 4.  | Spojené království | 5 | 3 | 0  | 0  | 2 | 13 | 12 | +1  | 9  |
| 5.  | Nizozemsko         | 5 | 1 | 0  | 0  | 4 | 13 | 18 | -5  | 3  |
| 6.  | Rumunsko           | 5 | 0 | 0  | 1  | 4 | 7  | 29 | -22 | 1  |

#### Zápasy
| 20. dubna 2014 13:00 | Chorvatsko | 4 - 0 (2–0, 1–0, 1–0) | Spojené království       | Siemens Arena, Vilnius Návštěvnost: 792                       |  |
| Mate Tomljenović | Mate Tomljenović | Brankáři              | Stephen Murphy Ben Bowns | Rozhodčí: Juris Balodis Čároví: Dmitri Golyak David Nothegger |  |
| M. Novak (N. Senzel, T. Mirić) – 12:56 D. Kostović (M. Šakić) – 19:19 A. Letang (I. Janković, M. Blagus) – 27:26 D. Kostović – 46:12 | M. Novak (N. Senzel, T. Mirić) – 12:56 D. Kostović (M. Šakić) – 19:19 A. Letang (I. Janković, M. Blagus) – 27:26 D. Kostović – 46:12 | 1–0 2–0 3–0 4–0       |                          | Rozhodčí: Juris Balodis Čároví: Dmitri Golyak David Nothegger |  |
| 18 min | 18 min | Tresty                | 8 min                    | Rozhodčí: Juris Balodis Čároví: Dmitri Golyak David Nothegger |  |
| 18 | 18 | Střely                | 33                       | Rozhodčí: Juris Balodis Čároví: Dmitri Golyak David Nothegger |  |

| 20. dubna 2014 16:30           | Rumunsko                       | 0 - 7 (0–2, 0–3, 0–2)       | Polsko | Siemens Arena, Vilnius Návštěvnost: 809                       |  |
| Gellért Ruczuj Adrian Catrinoi | Gellért Ruczuj Adrian Catrinoi | Brankáři                    | Przemyslaw Odrobny | Rozhodčí: Per Gustav Solem Čároví: Balázs Kovács Jonas Reimer |  |
|                                |                                | 0–1 0–2 0–3 0–4 0–5 0–6 0–7 | 02:11 – P. Dronia (M. Kolusz, K. Zapała) 18:07 – L. Laszkiewicz (J. Witecki) 27:15 – T. Malasinski (K. Zapała) 37:57 – S. Kowalowka (G. Pasiut, L. Laszkiewicz) (PP) 39:14 – M. Kolusz (R. Dutka, P. Dronia) (PP) 42:19 – L. Laszkiewicz (M. Lopuski) 43:24 – T. Malasinski (K. Zapała, M. Kolusz) | Rozhodčí: Per Gustav Solem Čároví: Balázs Kovács Jonas Reimer |  |
| 8 min                          | 8 min                          | Tresty                      | 8 min | Rozhodčí: Per Gustav Solem Čároví: Balázs Kovács Jonas Reimer |  |
| 14                             | 14                             | Střely                      | 36 | Rozhodčí: Per Gustav Solem Čároví: Balázs Kovács Jonas Reimer |  |

| 20. dubna 2014 20:00 | Litva | 4 - 0 (1–0, 0–0, 3–0) | Nizozemsko                       | Siemens Arena, Vilnius Návštěvnost: 4,525                            |  |
| Mantas Armalis | Mantas Armalis | Brankáři              | Ian Meierdres Martijn Oosterwijk | Rozhodčí: Pascal St-Jacques Čároví: Raivis Jucers Alexander Otmakhov |  |
| D. Kumeliauskas (A. Bosas) – 16:35 P. Gintautas (D. Boddziul, A. Fiscevas) – 45:55 D. Zubrus (P. Rulevičius, M. Kieras) (PP) – 55:33 M. Kieras (D. Pliskauskas, E. Rybakov) – 59:59 | D. Kumeliauskas (A. Bosas) – 16:35 P. Gintautas (D. Boddziul, A. Fiscevas) – 45:55 D. Zubrus (P. Rulevičius, M. Kieras) (PP) – 55:33 M. Kieras (D. Pliskauskas, E. Rybakov) – 59:59 | 1–0 2–0 3–0 4–0       |                                  | Rozhodčí: Pascal St-Jacques Čároví: Raivis Jucers Alexander Otmakhov |  |
| 10 min | 10 min | Tresty                | 8 min                            | Rozhodčí: Pascal St-Jacques Čároví: Raivis Jucers Alexander Otmakhov |  |
| 32 | 32 | Střely                | 23                               | Rozhodčí: Pascal St-Jacques Čároví: Raivis Jucers Alexander Otmakhov |  |

| 21. dubna 2014 13:00 | Spojené království | 4 - 1    | Rumunsko        | Siemens Arena, Vilnius Návštěvnost: 739 |  |
| Ben Bowns            | Ben Bowns          | Brankáři | Adrian Catrinoi |                                         |  |

| 21. dubna 2014 16:30 | Nizozemsko | 0 - 4 | Chorvatsko | Siemens Arena, Vilnius |  |

| 21. dubna 2014 20:00 | Polsko | 3 - 2 | Litva | Siemens Arena, Vilnius |  |

| 23. dubna 2014 13:00 | Polsko | 5 - 1 | Nizozemsko | Siemens Arena, Vilnius |  |

| 23. dubna 2014 16:30 | Chorvatsko | 4 - 3 SN | Rumunsko | Siemens Arena, Vilnius |  |

| 23. dubna 2014 20:00 | Spojené království | 1 - 2 | Litva | Siemens Arena, Vilnius |  |

| 24. dubna 2014 13:00 | Polsko | 4 - 1 | Chorvatsko | Siemens Arena, Vilnius |  |

| 24. dubna 2014 16:30 | Nizozemsko | 3 - 4 | Spojené království | Siemens Arena, Vilnius |  |

| 24. dubna 2014 20:00 | Rumunsko | 2 - 5 | Litva | Siemens Arena, Vilnius |  |

| 26. dubna 2014 13:00 | Nizozemsko | 9 - 1 | Rumunsko | Siemens Arena, Vilnius |  |

| 26. dubna 2014 16:30 | Spojené království | 4 - 2 | Polsko | Siemens Arena, Vilnius |  |

| 24. dubna 2014 20:00 | Litva | 2 - 3 | Chorvatsko | Siemens Arena, Vilnius |  |